# Smultronsandbi
Smultronsandbi (Andrena falsifica) är en biart som beskrevs av Perkins 1915. Det ingår i släktet sandbin och familjen grävbin. Inga underarter finns listade i Catalogue of Life.

## Beskrivning
Honan har svart grundfärg med övervägande rödbruna antenner och mörkbruna vingar. Hjässan och ovansidan på mellankroppen har grågul behåring, som åt sidorna övergår till gråaktig. Pollenkorgen, hårtufsen på bakskenbenet som används för polleninsamling, är liten och vitaktig. Tergiterna 2 till 3 (andra och tredje segmenten på bakkroppens ovansida, räknat framifrån) har vaga, vita hårband på bakkanterna; längst bak finns det ett grulbrunt till ljusbrunt hårparti, annars är bakkroppen naken och glänsande. Honans kroppslängd är 6 till 7 mm.
Hanen har liknande grundfärg som honan men har vanligen svartbruna antenner och ljusare vingar. Även behåringen är lik honans, men hjässans och mellankroppens hår är mera vitaktigt. Kroppslängden är 5 till 6 mm.

## Ekologi
Smultronsandbiet förekommer i många olika habitat, som skogsbryn, gräsmarker som bergsängar och hedar samt solbelysta sluttningar. I bergskedjan Karpaterna kan den gå upp till 1 000 m.
Arten, som flyger mellan april och maj (i Karpaterna mellan maj och juni), är polylektisk, den söker sin föda från många olika växtfamiljer. Den föredrar dock rosväxter, speciellt fingerörter, men även rossläktet, spireasläktet, rossläktet, smultronsläktet och plommonsläktet. Andra växtfamiljer arten kan besöka är korgblommiga växter (som maskrosor, klofibblor och tusenskönor), korsblommiga växter (som krassingar, gatsenaper och stenörter), solvändeväxter, liljeväxter (som tulpaner), amaryllisväxter (som löksläktet), ranunkelväxter (som ranunkelsläktet, Ficaria-släktet, sippor och adonisar) samt videväxter.
Som alla sandbin är arten solitär; honan gräver ut sina larvbon i marken. Det förekommer att bona parasiteras av smågökbiet, vars larv, efter det att värdägget ätits upp eller värdlarven dödats, lever på näringen som varit avsedd åt värdlarven.

## Utbredning
Utbredningsområdet omfattar större delen av Europa och delar av norra och västra Asien, från Storbritannien och Spanien i väster till Kaukasus, södra Uralområdet och Sibirien (Altajområdet) i öster, och Sverige i norr till Grekland i söder.
I Sverige förekommer den i Götaland och Svealand, framför allt i de östra delarna. Den är dock lokalt utdöd i Bohuslän och Hälsingland. Arten saknas i Finland.